# Середньочеський кубок з футболу 1921
Середньочеський кубок 1921 (чеськ. Stredoceský Pohár 1921) — четвертий розіграш футбольного кубку Середньої Чехії. Переможцем змагань вперше став клуб «Вікторія» (Жижков).

## Результати матчів
- «Лібень» — «Спарта» (Кладно) — 2:0[1]
- ЧАФК — Лібень — 2:1[2]

1/4 фіналу
- 30.10. «Славія» (Прага) — «Кладно» — 2:1 (Ванік-2 — Кожишек)
- 30.10. «Вікторія» (Жижков) — «Колін» — 9:1[3]
- Листопад. Спарта - Крочеглави - 7:1 (2:1)[4]

1/2 фіналу
- 20.11. «Славія» (Прага) — «Вікторія» (Жижков) — 0:1 (Мареш)[5]
- 20.11. «Спарта» (Прага) — Лібень (Прага) — 9:0[6]

## Фінал
| 03.09.1922 |

| «Вікторія» (Жижков)    | 3 — 0 | «Спарта» (Прага) |
| ---------------------- | ----- | ---------------- |
| Мареш Ф. Гоєр О. Новак |       |                  |

| Прага |